# Château d'Aulnois
Pour les articles homonymes, voir Aulnois.
Le château d’Aulnois date du XVIIIe siècle et surplombe la Seille, au cœur du village d’Aulnois-sur-Seille.
Il fait l’objet d’un classement au titre des monuments historiques depuis mai 1963 et d'une inscription en septembre 2013.

## Historique
Initialement, cette dépendance de l'évêché de Metz était une place forte médiévale. On trouve, à l'arrière du château, les tours des XIVe et XVe siècles intégrées dans le château reconstruit dans le style classique.
Chargé de rebâtir ce château au XVIIIe siècle, l'architecte Germain Boffrand, premier architecte du duc,  décide d'utiliser la terrasse naturelle sur la Seille que constitue le site. La façade est conçue en 1726. À cette date le comte des Armoises, gouverneur des enfants ducaux et propriétaire du château, est créé « marquis d'Aunoy » par le duc Léopold Ier de Lorraine. 
Le 7 mars 1772, Michel-Joseph de Cœurderoy premier président du parlement de Nancy, fait l'acquisition du château. Il restera propriété de sa descendance jusqu'au début du XXe siècle. 
Par la suite, proche de la zone des combats, le château connaît d’importants dommages lors de la Première Guerre mondiale mais sera progressivement reconstruit à partir de 1920 et classé Monument Historique en 1926. En 1934, les frères maristes rachètent le château et y installent une école et un internat. Lors de la Seconde Guerre mondiale, il est occupé par les jeunesses hitlériennes et subit de nouveaux dommages lors des combats de la Libération. De 1946 à 1979, diverses campagnes de travaux restaurent partiellement le château qui est ensuite laissé à l’abandon. En 1993, le SIVOM entre Seille et Nied se porte acquéreur du château pour le réhabiliter, avec le soutien de l’Europe, de l’État et du conseil général de Moselle (coût de la réhabilitation : 2 686 000 €). En 1999 a lieu la première rentrée scolaire dans le château dont le propriétaire et gestionnaire devient le SIVU de la vallée de la Seille qui regroupe neuf communes rurales. Il abrite désormais une école primaire publique, baptisée école des Armoises, de plus de 150 élèves ainsi qu’une association (Foyer Rural des Armoises) qui propose de nombreuses activités culturelles et sportives ainsi que diverses manifestations.

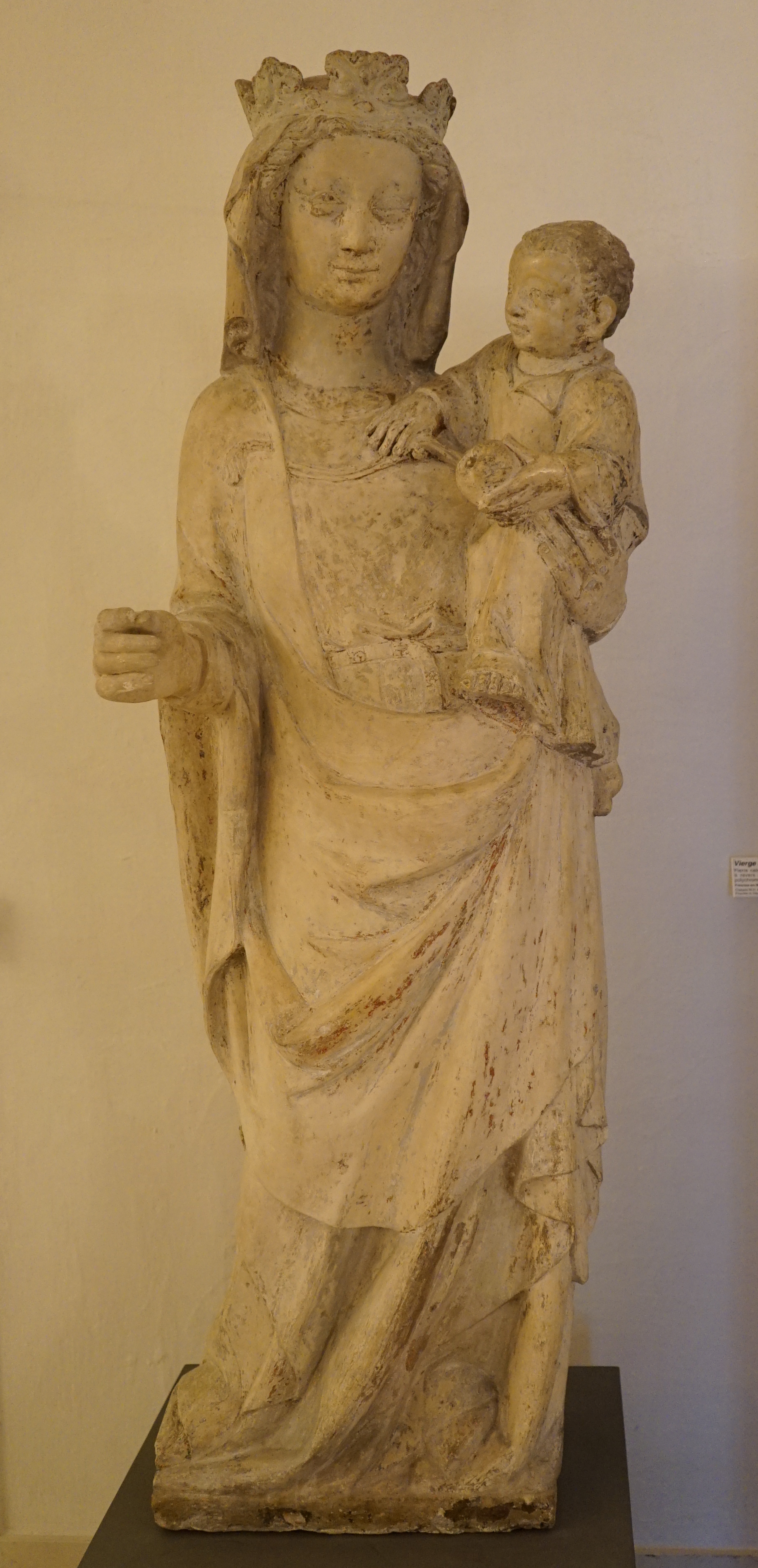
Marie à l'enfant provenant de la chapelle du château, XVIe siècle, actuellement au musée d'art sacré.